# Pleșoi
Pleşoi es una comuna ubicada en el distrito de Dolj, Rumania.

## Superficie
Posee una superficie de 39,62 kilómetros cuadrados.

## Demografía
Hasta 2021 la población era de 1158 habitantes, con una densidad de población de 29,23 habitantes por kilómetro cuadrado.